# Place du 11-Novembre
Pour les articles homonymes, voir Place du 11-Novembre-1918.
La place du 11 novembre est une place de la commune de Reims, dans le département de la Marne, en région Grand Est.

## Situation et accès
Elle se trouve au cœur du quartier Chemin-vert, entre l'église Saint-Nicaise et la Maison Chemin-vert. Cette dernière regroupe une bibliothèque municipale, une Maison de Quartier avec salle de spectacle.
Au centre de la place, piéton se trouve une aire de jeu. Une voie à sens unique permet aux voitures d'en faire le tour.

## Origine du nom
Cette place a été nommée en commémoration de l'Armistice de 1918 qui a mis fin à la Première Guerre mondiale le 11 novembre 1918.

## Bâtiments remarquables et lieux de mémoire
- Sculpture dénommée "Projet Art2 πR" réalisée par les habitants de la Cité du Chemin Vert et Yann Jost.
- Maison commune du Chemin Vert : elle dispose d'une bibliothèque municipale, d'une salle de cinéma.

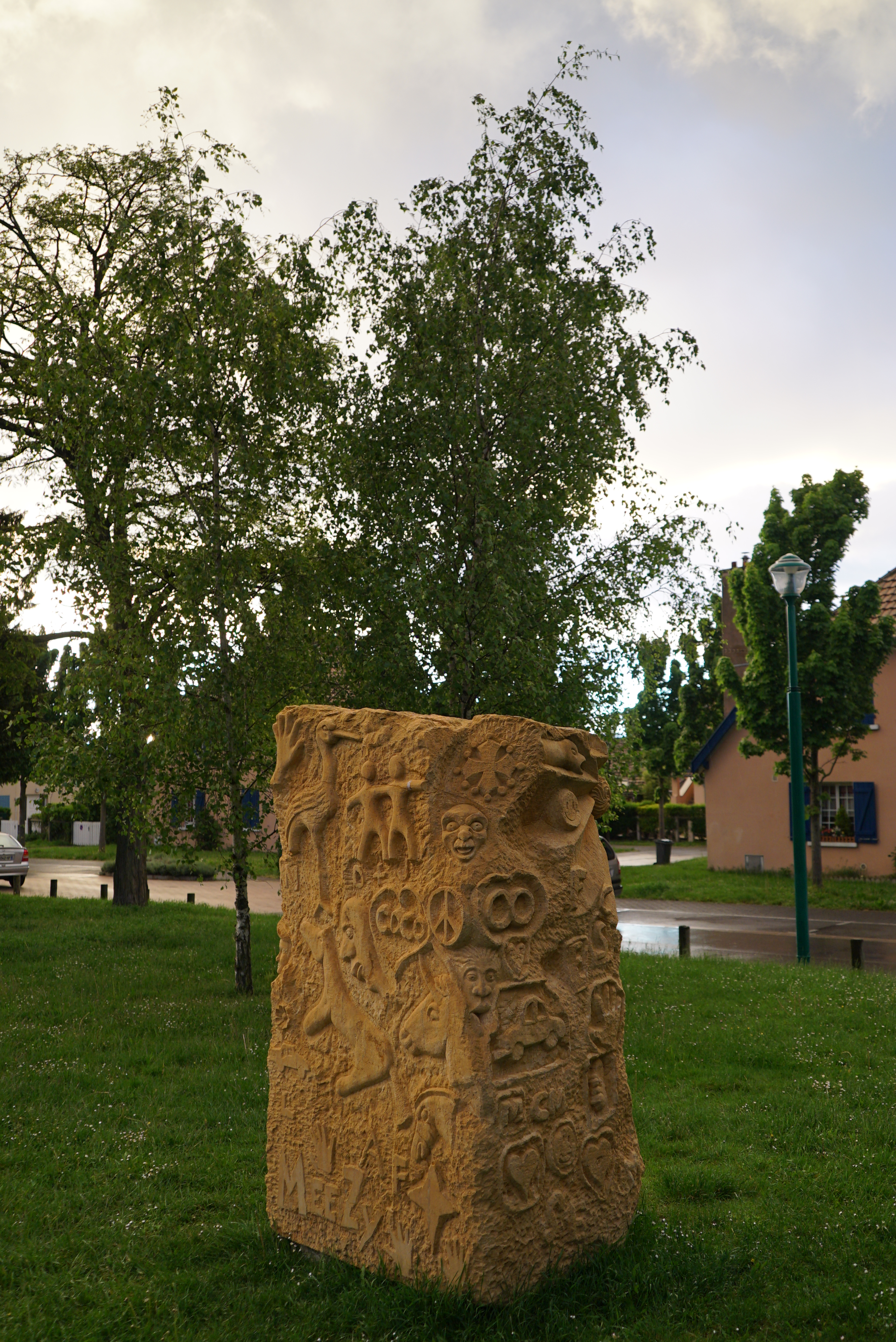
Sculpture "Projet Art2 πR".
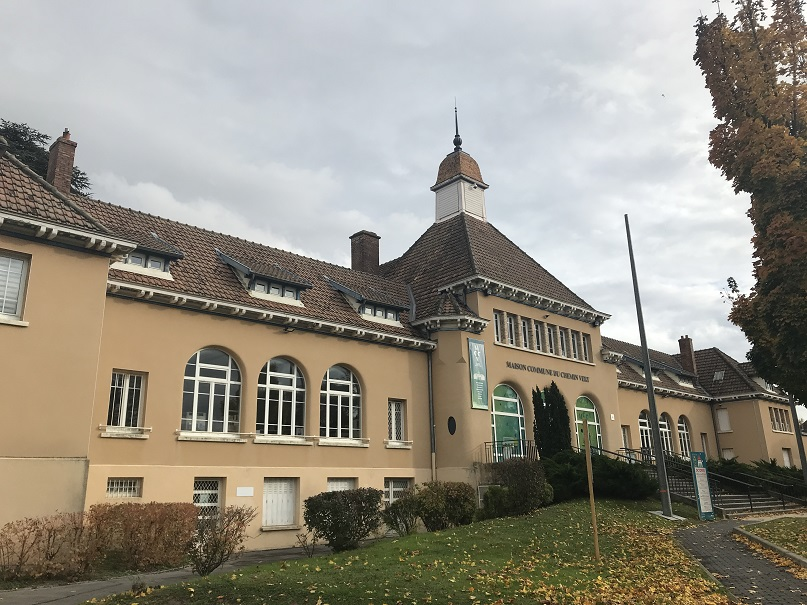
Maison commune de la cité-jardin du chemin Vert.
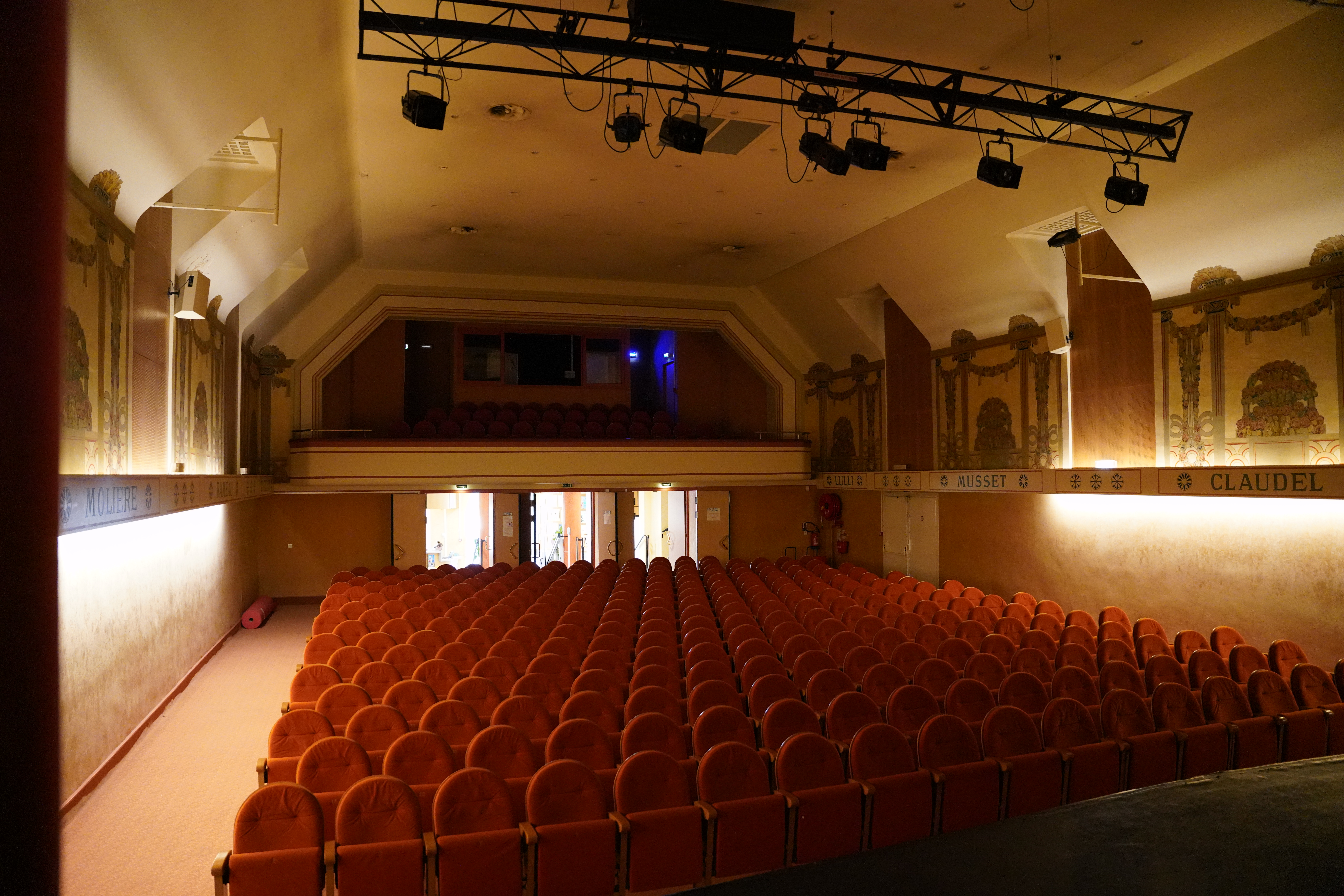
Salle des fêtes.